# Павільйон № 58 «Землеробство» на ВДНГ
Павільйон "Землеробство" — павільйон ВДНГ, побудований в 1950-1954. До 1964 називався «Українська РСР». З 1964 має офіційно назву павільйон № 58 «Землеробство».

## Історія
Перший павільйон «Українська РСР» розташовувався на місці існуючого та був побудований у 1937 році за проектом архітекторів Олексія Тація та Миколи Іванченка. Він був дерев'яним, тривалий час не простояв, і 1947 року був розібраний. Нині існуючий павільйон було збудовано у 1950—1954 роках за проектом Олексія Тація, за участю «Валентини Чуприної та» Григорія Шлаканєва. Проект павільйону курирував особисто Микита Хрущов, а також Міністерство сільського господарства Української РСР. Павільйон став найбільшим з республіканських павільйонів усієї виставки: його об'єм становить 24 тисячі м³, загальна площа залів — 1600 м², висота основного об'єму будівлі — 15,5 м, з куполом — 26 м, зі шпилем — 42 . Його фасад облицьований керамічними блоками, цоколь — сірим полірованим гранітом. Фасад та його карниз прикрашені керамічною ліпниною із зображенням золотих колосків, що символізують хлібне багатство республіки.
Вхідна арка обрамлена майоліковим вінком із рослинними візерунками. Арку прикрашає вітраж із зображенням Переяславської ради, 300-річчя якої відзначалося у рік будівництва павільйону (художники — Я. В. Боня, В. В. Давидова, Степан Кириченко, Сергій Отрощенко); в основі композиції вітража лежить картина Михайла Хмелька «Навіки з Москвою, навіки з російським народом». По центру фасад завершує барельєф із зображенням герба Української РСР.
Над павільйоном надбудовано вежу, декоровану рослинним орнаментом і увінчану шпилем із зіркою. По чотирьох кутках карниза встановлені скульптури дівчат, які тримають лаврові вінки у витягнутих руках, а біля входу в павільйон — дві скульптурні групи — «Стаханівці промисловості» та «Стаханівці сільського господарства». Авторами їх були Сергій Орлов, Еліус Фрідман, Юхим Білостоцький та Зоя Рилєєва. 
З боків від входу стоять дві колони-флагштоки з цифрами «1654» та «1954», також присвяченими 300-річчю Переяславської ради. Вступна зала павільйону фанерована мармуром і прикрашена розписом «Дружба народів СРСР» (художники — Юрій Балановський, В. С. Болдирєв, Степан Кириченко, Сергій Отрощенко, А. М. Чернов, Л. І. Чичкан).
У павільйоні спочатку розміщувалася експозиція, присвячена Українській РСР у її різних аспектах — науці, культурі, досягненнях у галузі сільського господарства, тваринництва, рослинництва, механізації та електрифікації, а також промисловості — гірничодобувній, нафтовій та газовій, металургійній, хімічній та машинобудівній. У 1964, при переході виставки на галузевий принцип показу, тематика змінена, і в павільйоні розмістилася експозиція «Землеробство», яка розповідала відвідувачам про історію, розвиток та нові досягнення радянського народного господарства в даній галузі. 
У 1990-і експозиція скасована. Будівля віддана під торгівлю, а в 2000-х прийшла в аварійний стан і в 2013 її закрили.
Під час реконструкції ВДНГ у 2014 Україна відмовилася від утримання павільйону через російське вторгнення, на відміну від деяких інших колишніх союзних республік, його реставрацією займається Москва.
У 2017 розпочато реставрацію павільйону, на яку було вирішено виділити 360 мільйонів рублів з бюджету Москви.
Навесні 2019 на ВДНГ після реставрації в павільйоні «Землеробство» відкрився музей слов'янської писемності «Слово».

## Галерея

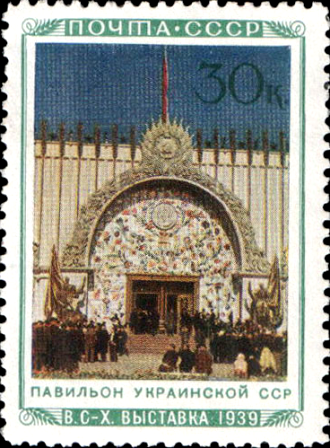
Перший павільйон
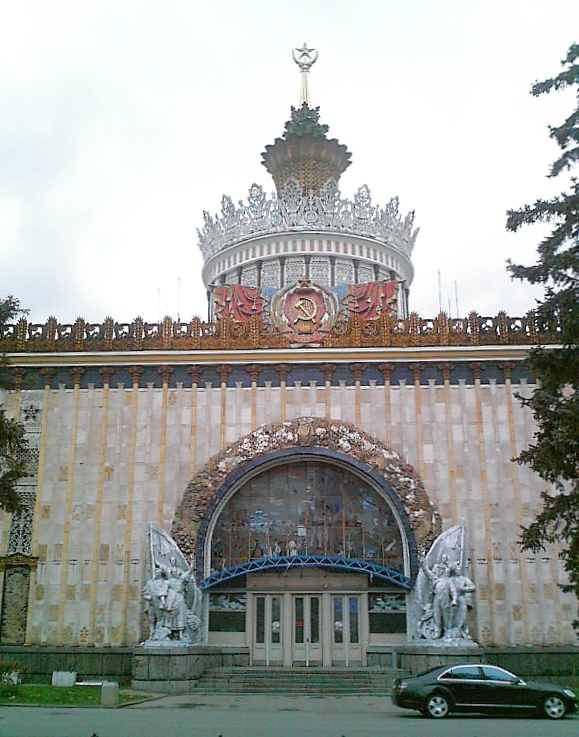
Центральна частина фасаду павільйону.
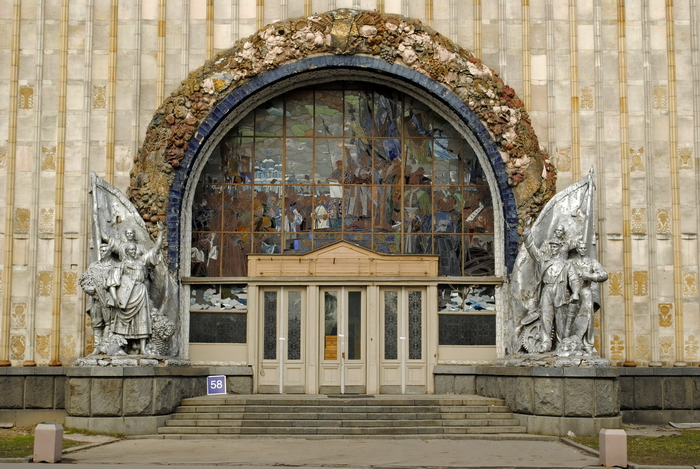
Вхід до павільйону
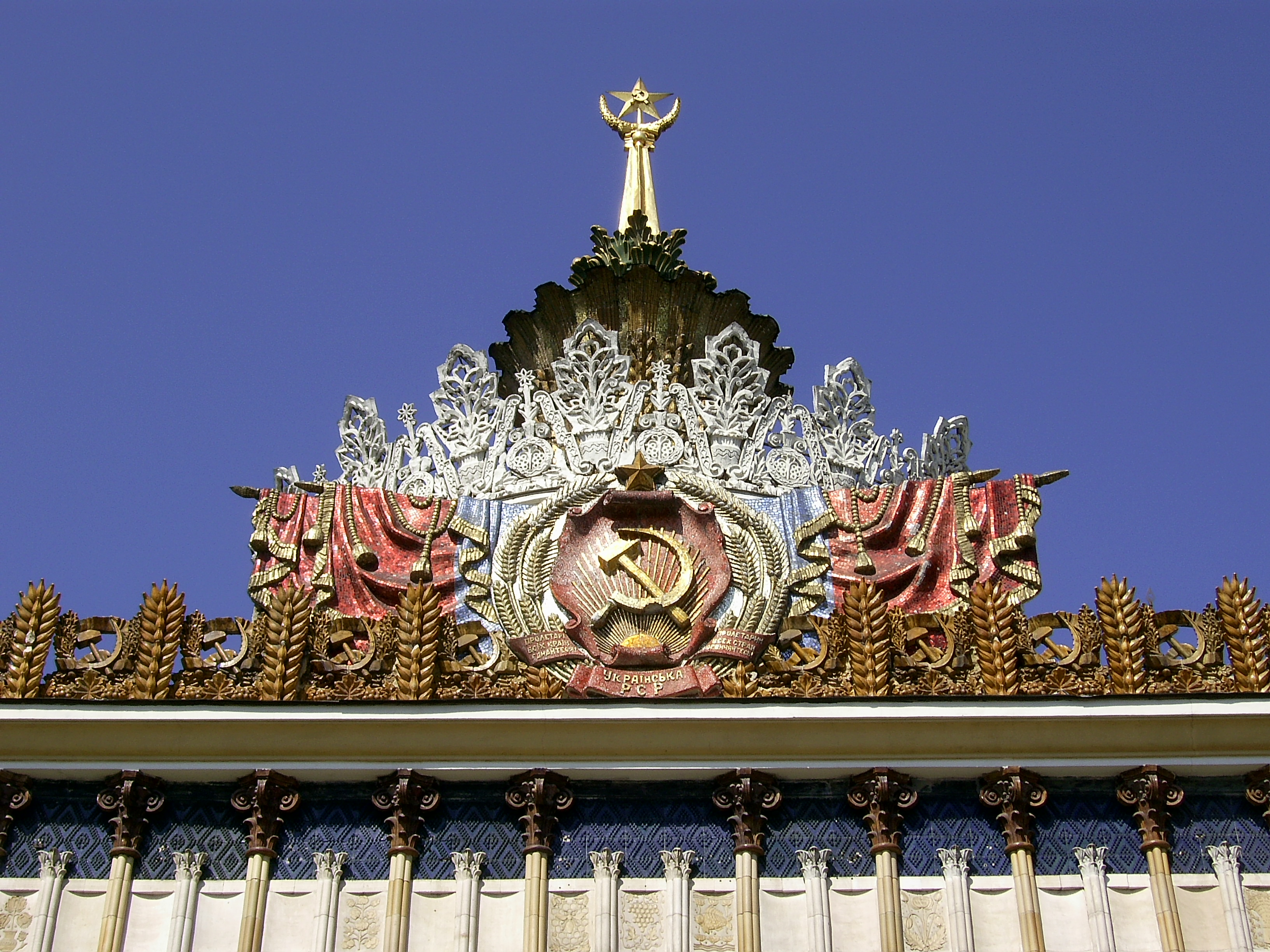
Герб Української РСР
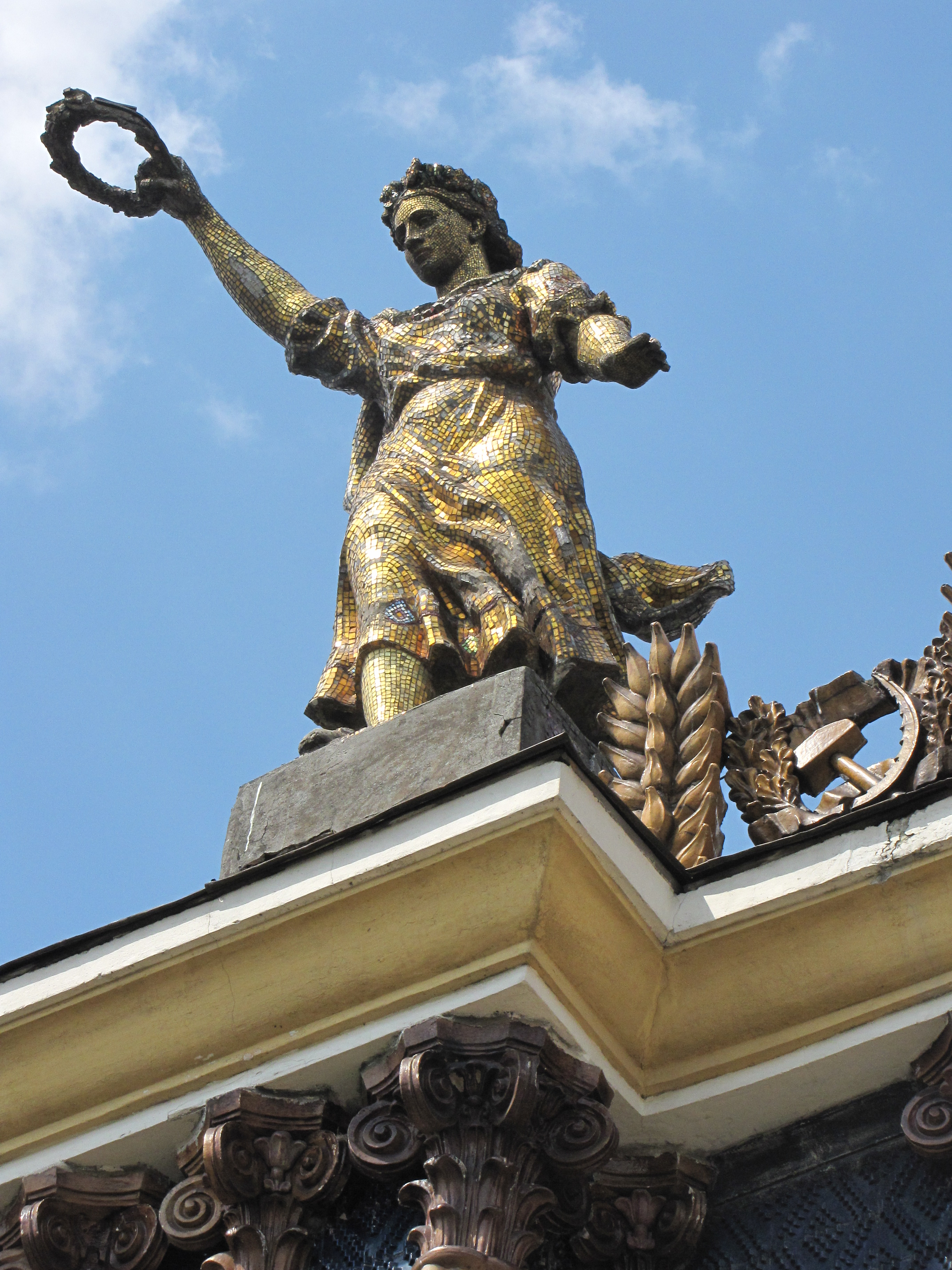
Одна із кутових скульптур карнизу.